# دمية جورب (إنترنت)
لسياسة ويكيبيديا، انظر ويكيبيديا:دمية جورب.

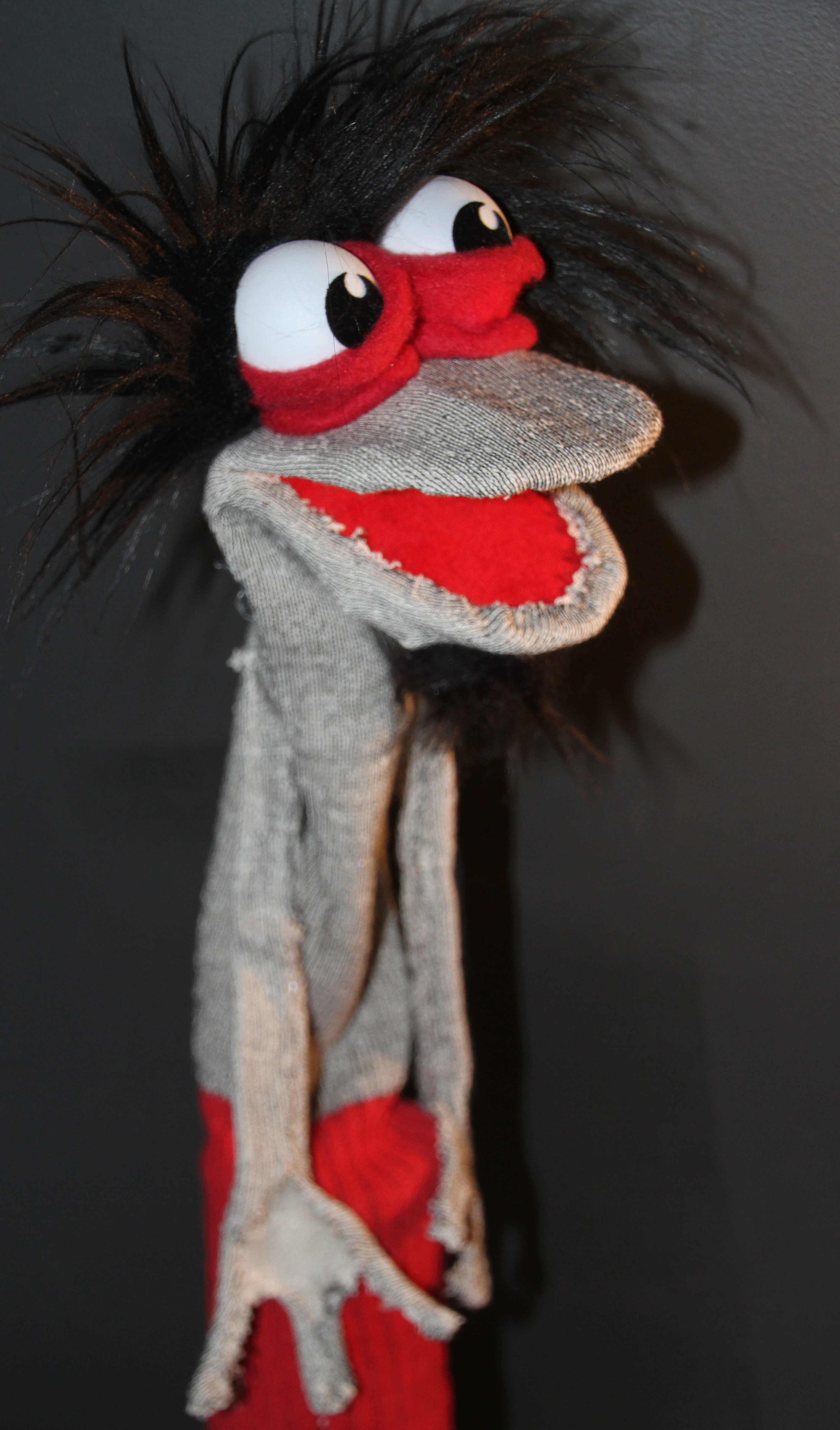

دمية الجورب هي شخصية مزوّرة يقوم بإنشائها أحد للتعليق أو المناقشة على شيء، أو عمل معين، بالأخص في مجتمع نقاشي، أو منتدى على الإنترنت، أو في المكان المخصص للتعليق في المدونات.
تعرف أيضًا، على حسب تعريف ملفات جارجون، أنها تزوير من خلاله يستطيع المستخدم المزور إضافة رسائل وتعليقات أو آراء في المناقشات مدعّمة لرسالته الأصلية؛ ليعطي من يقرأ انطباعًا أن عددا كبيرا يدعم وجهة نظره التي طرحها في رسالته الأصلية.